# پرت اند ویتنی جی۵۷
پرت اند ویتنی جی۵۷ (به انگلیسی: Pratt & Whitney J57) یک موتور هواگرد ساختِ کارخانهٔ پرت اند ویتنی در کشور ایالات متحده آمریکا است . 